# Delia (Sizilien)
Delia ist eine Stadt im Freien Gemeindekonsortium Caltanissetta in der Region Sizilien in Italien mit 3903 Einwohnern (Stand Ende 2022).

## Lage und Daten
Delia liegt 25 km südwestlich von Caltanissetta. Die Einwohner arbeiten hauptsächlich in der Landwirtschaft.
Die Nachbargemeinden sind Caltanissetta, Canicattì (AG), Naro (AG) und Sommatino. 
Delia liegt auf einem Hang auf einer Höhe von 447 m über dem Meeresspiegel und ist umgeben von Hügeln mit Mandel- und Olivenbäumen. Auf einer Seite fällt das Gebiet Richtung Salso ab. Auf der anderen Seite blickt man auf die Hügel vor Campobello di Licata und Naro.

## Geschichte
Es wird angenommen, dass sich der antike Ort Petiliana oder Petilia einst an der Stelle Delias befand. Vito Amico vermutete, dass der Name Delia davon abgeleitet sei, dass in Petiliana ein der Göttin Diana gewidmeter Tempel stand. Das sei auch ein Grund, warum bis vor einigen Jahrzehnten viele Mädchen den Vornamen Diana trugen. Eine andere Vermutung ist die, dass der Name Delia arabischen Ursprungs sei und die Bedeutung Weinberg habet. Nach Angaben De Spucches sei die Gemeinde Delia zwischen 1581 und 1600 von Gaspare Lucchesi, Baron von Delia, gegründet worden. 1623 wurde einer seiner Nachkommen, Giuseppe Lucchesi, Marchese von Delia genannt. 1622 wurde die Madrice-Kirche (Chiesa di Santa Maria di Loreto) vom Bischof von Agrigento als Gemeindekirche eingesetzt und als Arcipretura (geleitet von einem Erzpriester) bezeichnet. Die Kirche wurde im 17. und 18. Jahrhundert mehrfach erweitert und umgebaut, von ihrem Vorgängerbau sind keine Spuren erhalten.

## Sehenswürdigkeiten

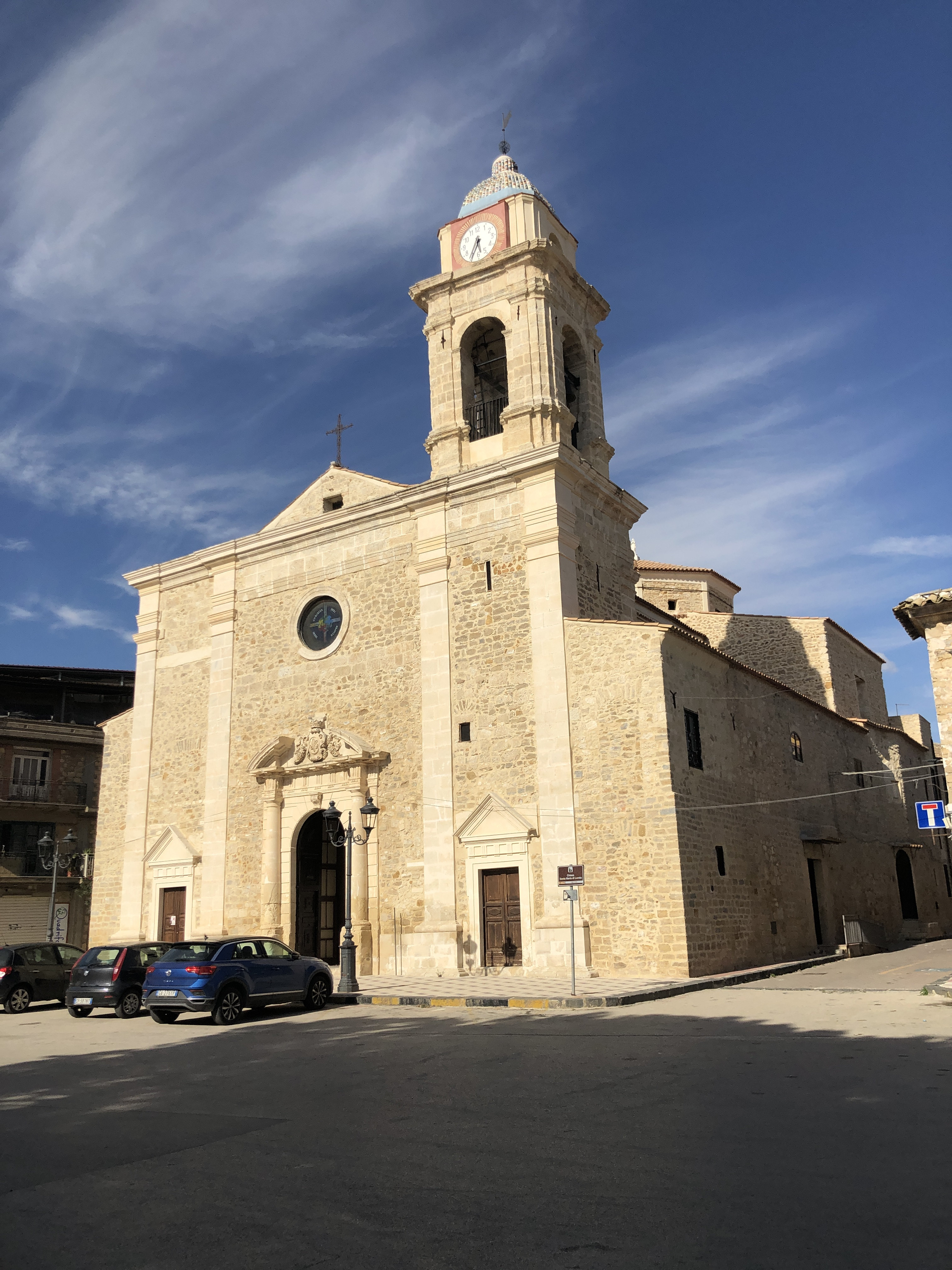
Santa Maria di Loreto

- Delia besitzt ein gitterförmiges Straßennetz.
- Pfarrkirche Santa Maria di Loreto aus dem 17. Jahrhundert
- Pfarrkirche Santa Maria dell'Itria aus dem 18. Jahrhundert
- Pfarrkirche della Croce aus dem 17. Jahrhundert
- Pfarrkirche Sant'Antonio Abate aus dem 18. Jahrhundert
- Pfarrkirche del Carmelo aus dem 17. Jahrhundert
- Castello dei Normanni (Normannen-Schloss)

## Traditionen und Folklore
Die Feier der Karwoche ist das wichtigste folkloristische Ereignis. Von Palmsonntag bis zum Weißen Sonntag strömen viele zur Feier der heiligen Messe, nach der ein historisches Passionsschauspiel stattfindet, das vom folkloristisch-kulturellen Vereins Settimana Santa Delia inszeniert wird. Verfasser des Schauspiels war Filippo Orioles, das teilweise von Calogero Ferrara bearbeitet wurde.

## Sport
In der Vergangenheit waren einige Fußballvereine in der Gemeinde ansässig und haben an regionalen Amateurmeisterschaften teilgenommen, darunter Gorgonia und Real Petilla Delia. In der Saison 2017–2018 wurden zwei neue Fußballvereine gegründet, Atletico Gorgonia und Nuova Petiliana, die an der regionalen Meisterschaft der dritten Liga teilnehmen.